# توم روبنسون (مغني)
توم روبنسون (بالإنجليزية: Tom Robinson)‏ هو مقدم برامج إذاعية ومغني ودي جيه ومغن مؤلف بريطاني، ولد في 1 يونيو 1950 في كامبريدج في المملكة المتحدة.

## وصلات خارجية
- الموقع الرسمي
- توم روبنسون على موقع IMDb (الإنجليزية)
- توم روبنسون على موقع ميوزك برينز (الإنجليزية)
- توم روبنسون على موقع ديسكوغز (الإنجليزية)